# رقص عربی قبیله‌ای آمریکایی

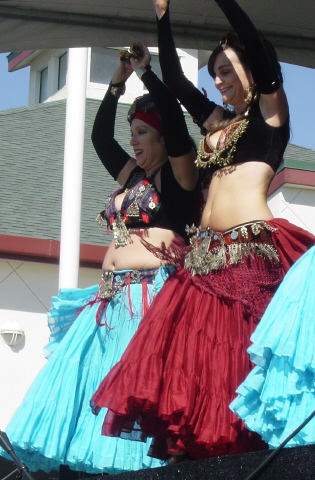
رقصنده‌های رقص قبیله‌ای در پاسیفیکای کالیفرنیا، سال ۲۰۰۴

رقص عربی قبیله‌ای آمریکایی سبکی از رقص عربی است که مختصرا به نام رقص قبیله‌ای نیز شناخته می‌شود. رقص قبیله‌ای آمریکایی سبکی مدرن از رقص عربی است که به وسیلهٔ مدیر بنیاد فت چنس بلی دنس، کارولنا نریچو، ابداع گردید. از ویژگی‌های این رقص فی البداهه بودن و گروهی بودن آن است. این رقص اغلب در رویدادهای اجتماعی مانند جشنواره‌ها و رژه‌ها اجرا می‌شود. لباس رقصنده‌های این رقص عمدتا شامل شلوارهای پاچه گشاد جمع شده در قوزک پا یا دامن‌های بلند است.